# A19 (motorväg, Italien)
A19 är en motorväg i Italien som går mellan Palermo och Catania på Sicilien.